# Couto de Magalhães
José Vieira Couto de Magalhães (Diamantina, 1 de novembro de 1837 — Rio de Janeiro, 14 de setembro de 1898) foi um político, militar, etnólogo, escritor e folclorista brasileiro. 

## Biografia
Nasceu na província de Minas Gerais na fazenda Gavião, na cidade de Diamantina. Seus pais eram Antônio Carlos de Magalhães, capitão e comerciante de pedras preciosas, e Tereza Antônio do Prado Couto Vieira, dona de casa. Ambos os pais de Couto de Magalhães eram de ascendência lusitana, sendo o pai, Antônio Carlos, português de fato. Durante o Segundo Reinado foi governador das províncias de Goiás, Pará, Mato Grosso e São Paulo. Morreu em 14 de setembro de 1898, aos 61 anos de idade, de sífilis, doença da qual padecia desde os 52 anos anos de idade, quando já era governador de São Paulo.
Couto de Magalhães conhecia bem o interior do Brasil e foi o iniciador da navegação a vapor no Planalto Central. Foi conselheiro do Estado e deputado por Goiás e Mato Grosso. Foi presidente das províncias de Goiás, de 8 de janeiro de 1863 a 5 de abril de 1864, Pará, de 29 de julho de 1864 a 8 de maio de 1866, Mato Grosso, de 2 de fevereiro de 1867 a 13 de abril de 1868, e São Paulo, de 10 de junho a 16 de novembro de 1889, presidência que ocupava quando foi proclamada a república. Preso e enviado ao Rio de Janeiro, foi liberado em reconhecimento da sua enorme cultura e ações em prol do desbravamento dos sertões brasileiros. Foi afiliado a maçonaria durante o cargo.
Falava francês, inglês, alemão, italiano, tupi e numerosos dialetos indígenas. Foi quem iniciou os estudos folclóricos no Brasil, publicando O selvagem (1876) e Ensaios de antropologia (1894), entre outros.
Fundou em 1885 o primeiro observatório astronômico do estado de São Paulo, na sua chácara em Ponte Grande, às margens do rio Tietê.
É o patrono nas seguintes Academias de Letras:
- Cadeira 31 na Academia Tocantinense de Letras;
- Cadeira 19 da Academia Mato-grossense de Letras;
- Cadeira 11 da Academia Sul-Mato-Grossense de Letras.

Couto de Magalhães teve três irmãos, sendo ele o terceiro filho do casal Antônio Carlos e Tereza. O primogênito era Antonino, seguido por Antônio Carlos, que chegou a ser coronel de artilharia e lutou na Guerra do Paraguai. O caçula era Leopoldo, formado em medicina.
Couto de Magalhães era neto, pelo lado materno, do mineralogista José Vieira do Couto (1752-1827), de relativa fama em sua época. Tido como homem profundamente culto, construiu uma impressionante biblioteca ao longo da vida, com obras cujos autores iam de importantes nomes da antiguidade até os primeiros cientistas do começo do século 19, incluindo muitas obras sobre medicina, que praticou informalmente, embora nunca tinha se formado médico. Formado em filosofia pela Universidade de Coimbra e homem de ideias contrários ao império, tendo sido, inclusive, acusado de ter envolvimento com a Inconfidência Mineira. Ironicamente, o neto que viria se tornar alto funcionário do império e seria próximo ao imperador Dom Pedro II.

## Formação

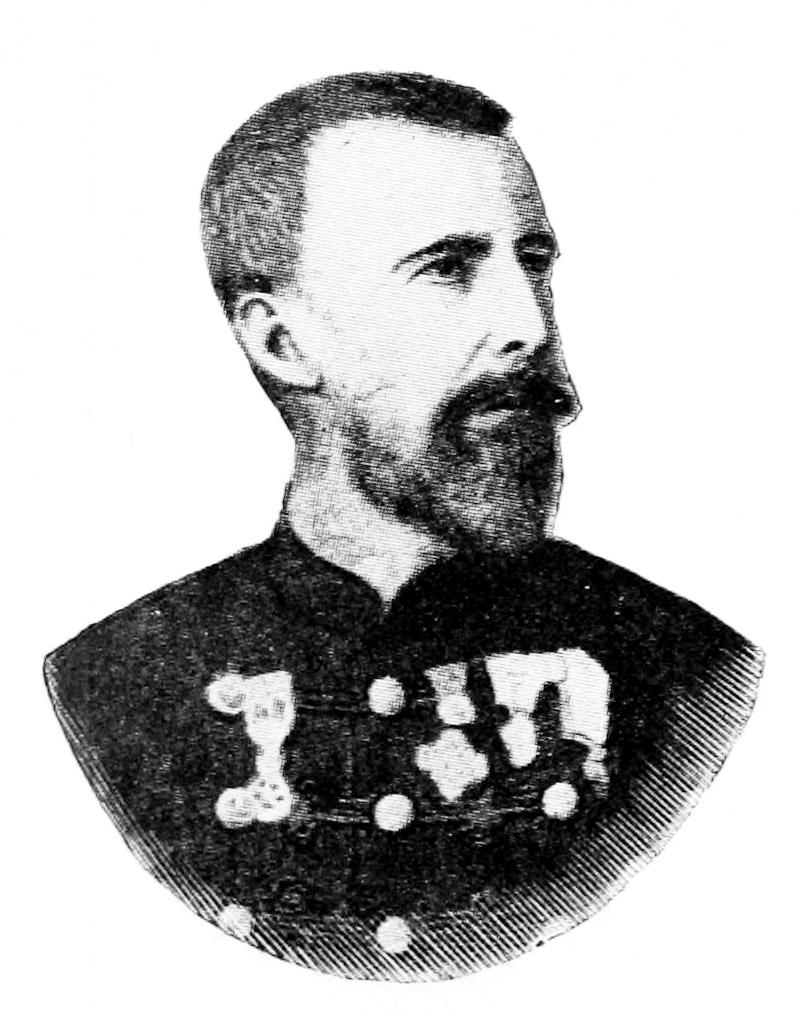
Couto de Magalhães.

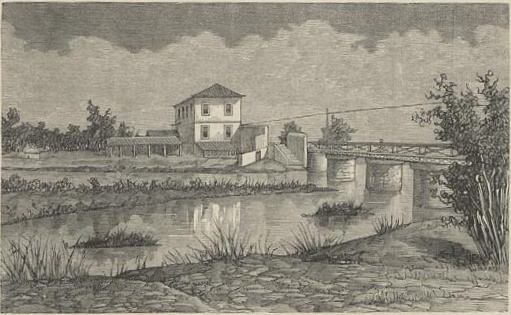
Casa do General Couto de Magalhães, em São Paulo.

Por ser de família abastada, Magalhães ingressou em 1847 no Seminário de Mariana, em Minas Gerais, centro de formação intelectual de boa parte da elite mineira. Também estudou matemática na Escola Militar do Rio de Janeiro e artilharia de campanha em Londres, na Inglaterra. Cursou direito no largo de São Francisco, em São Paulo, onde se formou em 1859 e defendeu tese em 1860. No primeiro ano de curso organizou um pequeno curso de filosofia, uma de suas matérias preferidas, e teve entre seus alunos Prudente de Morais, que viria a se tornar, anos depois, o primeiro presidente civil do Brasil. O curso oferecido por Magalhães era pago, e o dinheiro era destinado a alunos em dificuldades financeiras que também cursavam direito no São Francisco.
Magalhães também era um poliglota. Falante do tupi, que aprendeu durante suas incursões pelo interior do Brasil e sobre as quais escreveu exaustivamente, também era fluente, além do português, em inglês, francês, italiano e alemão. Tinha conhecimento sobre botânica, linguística e etnologia. Também estudou física, mecânica, medicina e astronomia ao longo vida, chegando a ter instalado um observatório em uma de suas casas, em São Paulo.

## Escritor

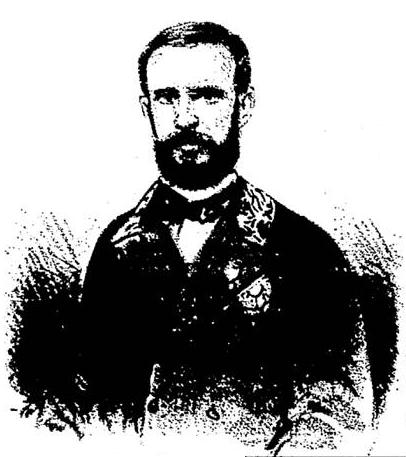
O Dr. José Vieira Couto de Magalhães.

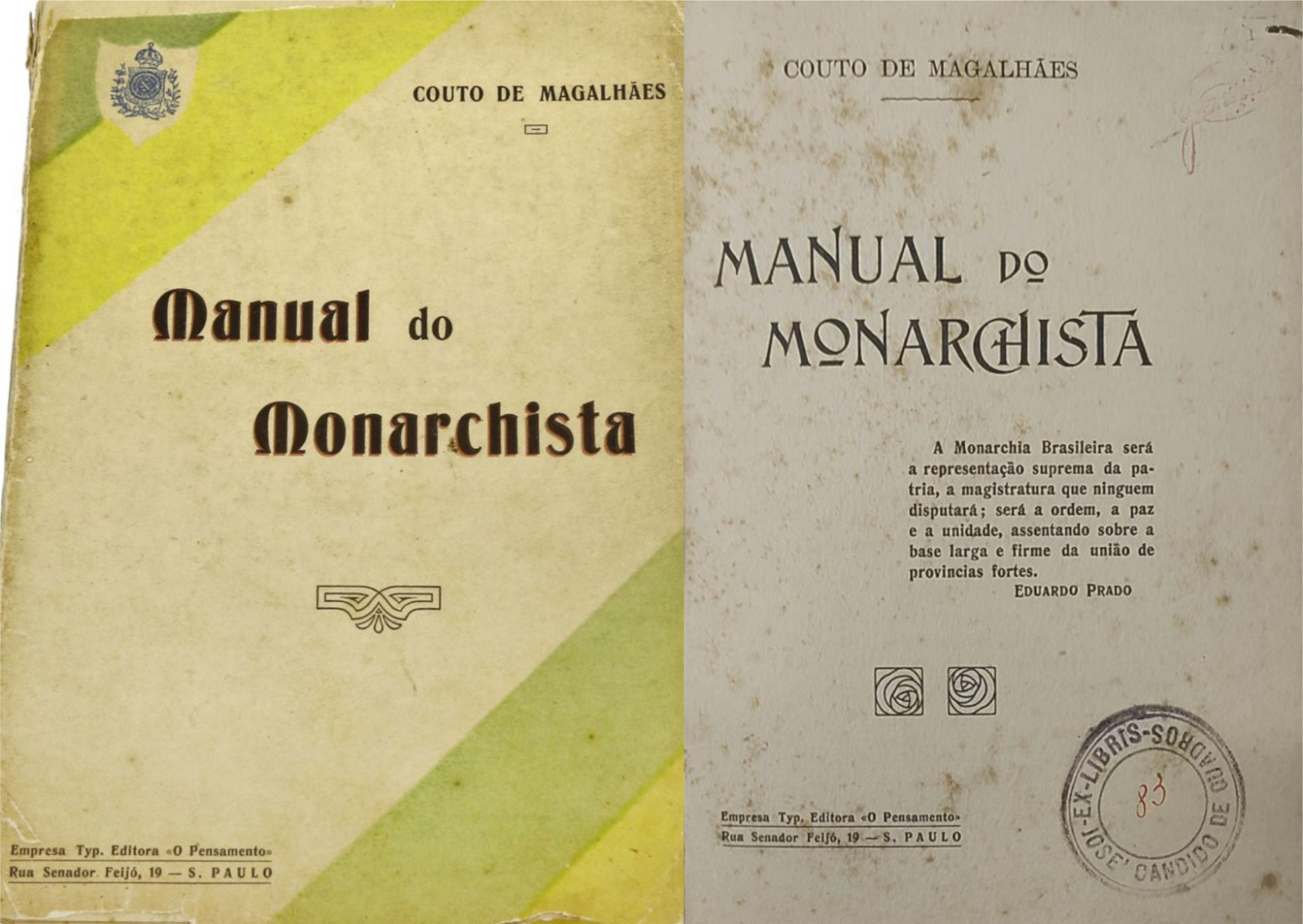
Manual do monarquista, um dos livros de Couto de Magalhães, editado em 1913.

Seu trabalho como escritor começou cedo, com sua primeira publicação, "Os Guaianás". O livro, um romance histórico sobre a Revolta de Filipe dos Santos ocorrida em 1720, foi publicado em 1860, quando Couto de Magalhães tinha 23 anos de idade.
A obra "Os Selvagens", publicada em 1876 é fruto das expedições de Couto de Magalhães pelo interior do Brasil e seus frequentes contatos com os índios, a quem se refere, como era comum na época, como "selvagens". A obra é dividida em duas partes; na primeira, chamada “Curso de língua Tupí viva ou Nheengatú", o autor declara o objetivo de tornar possível a comunicação entre qualquer indivíduo letrado, isto é, alfabetizado, com índios, e que o letrado consiga ensinar português ao "selvagem". Na segunda parte, intitulada “Origens, costumes e Região Selvagem”, Couto de Magalhães faz uma tentativa de sistematização de seus conhecimentos advindos do contato com os sertões brasileiros.
A maior parte do material etnográfico coletado por Couto de Magalhães para a escrita de "Os Selvagens" veio da Província do Grão-Pará, da qual Magalhães havia sido governador. Além do material etnográfico, o livro conta também com relatos folclóricos, aparecendo então como um dos primeiros documentos a registrarem a tradição popular folclórica do interior do Brasil. O livro foi encomendado a Couto de Magalhães pelo próprio imperador D. Pedro II, o que ajuda a mostrar o alinhamento do político com o império.
O objetivo era apresentar a obra para o público americano em uma exposição na Filadélfia, em comemoração dos 100 anos da independência dos Estados Unidos. A ideia era mostrar as potencialidades do país e no contexto de uma nação recém-emancipada, que se preocupava em se apresentar para o mundo como um lugar com potencial e propício à prosperidade. O livro passa a fazer, então parte da tentativa de construção de uma identidade nacional, o que reforça a importância histórica da inclusão do folclore brasileiro na obra.
O autor se debruça em especial sobre os povos Tupi e deles extrai a cultura, as crenças fundamentais, a língua, as regras familiares. A ideologia que atravessa obra está mergulhada na crença do ideal civilizatório cristão e português, sendo a própria língua portuguesa, inclusive, um elemento civilizador. É a partir dessa crença de Couto de Magalhães de dirige aos índios e se dedica a aprender e a registrar sua cultura.
Outra obra de destaque de Couto de Magalhães é "Viagem ao Araguaia", no qual narra muitos detalhes da região do rio Araguaia, bem como a natureza, os índios e suas relações. Magalhães era um entusiasta da navegação a vapor no Araguaia e, de fato, ali fundou uma empresa de navegação em 1868. Neste livro há um amplo registro vocabular dos indígenas e até termos ligados à astronomia e à matemática.
Outra obra importante de Couto de Magalhães é o seu "Diário íntimo". Anotações e registros diversos feitos em 1880 e 1887 que ajudam a entender a personalidade e a mente de uma figura tão central na história brasileira do século 19. Nos diários, Couto de Magalhães fala sobre sua rotina alimentar e dificuldades de saúde, também sobre a preocupação do político com o funcionamento de seus órgãos sexuais e até mesmo sobre sonhos homossexuais do autor codificados em linguagem indígena.

## Carreira política

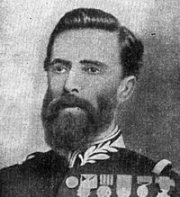
Couto de Magalhães.

Couto de Magalhães era tido como protegido de Afonso Celso de Assis Figueiredo (1836-1912), o Visconde de Ouro Preto, de quem era muito amigo. Afonso Celso foi sustentador de suas indicações a cargos políticos que eram geralmente ocupados por membros da elite imperial que alcançavam destaque. A ascensão política de Magalhães foi rápida: em 1860 e 1861 foi secretário de governo de Minas Gerais, que tinha como governador na época Vicente Pires da Mata. De atuação destacada, Couto de Magalhães tornou-se governador da província de Goiás em 1861. Em 1864 passou a ser governador da província do Pará e em 1866 tornou-se governador da província do Mato Grosso. Ali, fez-se líder militar e guiou tropas durante a Guerra do Paraguai. Considerado herói nacional, tornou-se general depois da guerra e posteriormente foi levado ao cargo de governador da província de São Paulo.

## Fortuna
Homem de Estado, estudioso e conhecedor do interior do Brasil, Couto de Magalhães soube fazer fortuna com diversos empreendimentos, não ficando seus rendimentos restritos aos cargos públicos que ocupou. Exportava couro para a Inglaterra, tinha parte de uma fábrica de papel, investimentos em imóveis, etc. Também criou uma empresa de navegação que operava no rio Araguaia. Ainda durante seu governo em Mato Grosso foi acusado de "dilapidar os cofres públicos em proveito de certa dama a quem oferecera régio presente", porém, não se defendeu dessa acusação.

## Sífilis
Aos 52 anos, Couto de Magalhães foi diagnosticado por dois médicos como tendo sífilis. A doença era fortemente atrelada à moral e era associada com a prostituição. O político chegou a viajar a Paris por duas vezes para se tratar, sempre na companhia do irmão mais novo, Leopoldo. Entre o fim de 1891 e o começo de 1892 passou a apresentar sintomas associados ao estágio terciários da sífilis, conforme consta em relatos de seu "Diário Íntimo".

## Morte
Couto de Magalhães morreu aos 61 anos no Hotel da Vista Alegre, no Rio de Janeiro, em 14 de setembro de 1898.

## Obras
- Viagem ao rio Araguaia (1863) [12]
- O selvagem (1876)[12]
- Ensaios de antropologia (1894)[12]

## Acervo Pessoal e Público
Existe um pequeno acervo pessoal de Couto de Magalhães, composto por 19 documentos, entre cartas e dois diários íntimos (em microfilme), preservado pelo Arquivo Público do Estado de São Paulo (APESP) e disponível à consulta.
Além disso, no mesmo APESP, está preservado o acervo documental da Secretaria de Governo da Província de São Paulo, do qual Couto de Magalhães foi Presidente, embora por pouco tempo, às vésperas da Proclamação da República (1889).

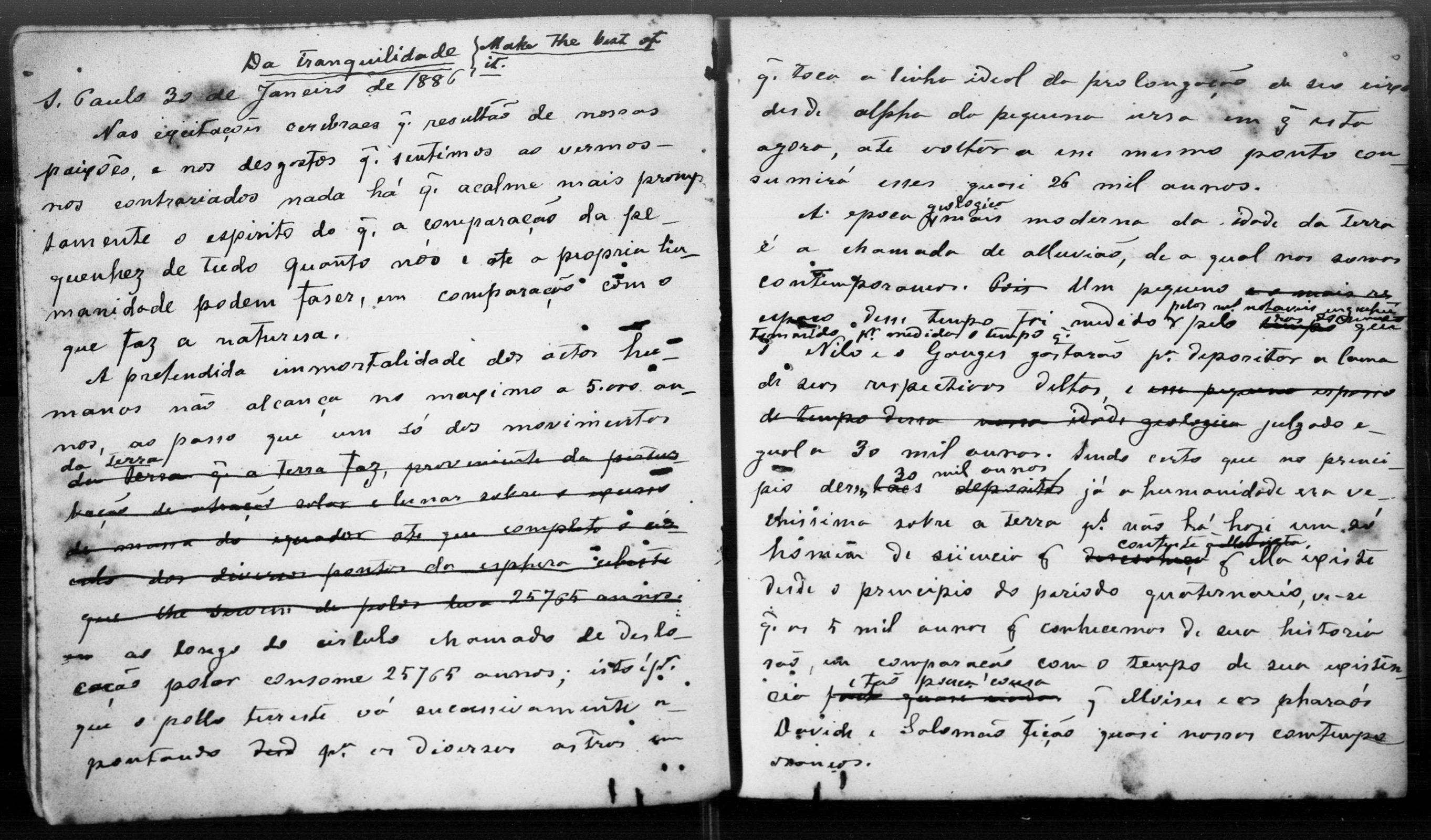
Página do diário íntimo de José Vieira Couto de Magalhães, preenchido em 1881, 1884 e 1886
- Carta de cancelamento de compromisso, de João Mendes de Almeida a Couto de Magalhães